# 入間市立東金子中学校
入間市立東金子中学校（いるましりつ ひがしかねこちゅうがっこう）は、埼玉県入間市にある公立中学校。
愛称は「東金中」や「HKJHS」等。入間市立東金子小学校および入間市立新久小学校の児童の多くがこの中学校に入学する。

## 学校教育目標
自立を育む
教育活動の推進の四本柱
- 八つの当たり前の定着
- 自尊感情の向上
- 表現力の向上
- 特別支援教育の推進

## 生徒数・学級数

### 生徒人数
325人（2017年度）

### 学級
1学年3学級であり、通常学級9クラス、特別支援学級（あおぞら学級）を2クラス持つ。

## 学校色
学校色は臙脂色（#732934, R115G41B52）である。これは、制服のネクタイや大会の応援旗等に用いられている。
臙脂の学校色 臙脂色

## 学年色
学年色は以下の通りである。
| あまりが0 | 赤色の学年色 | 赤 |
| あまりが1 | 緑色の学年色 | 緑 |
| あまりが2 | 青色の学年色 | 青 |

例:2000年入学 2000÷3=666…2 青
2001年入学 2001÷3＝667…0 赤
2002年入学 2002÷3＝667…1 緑
学年色は、上履きと名札に影響する。

## 校舎の構造
校舎は半地下の状態になっており、2階に昇降口や職員室、学級があるため、1階の多くは特別教室で占められている。
校庭には、トラックやプールをはじめ、テニスコートや鉄棒、砂場、サッカーゴールなどがある。敷地内東側には体育館、西側には地区体育館がある。

### 特別教室
- 職員室
- 多目的室
- 音楽室
- 保健室
- 校長室
- 会議室
- 図書室
- パソコン室
- 茶室
- 家庭科室
- 美術室
- 第一理科室
- 第二理科室
- 木工室
- 金工室
- HOTルーム など

HOTルーム
Higashikaneko Original Timeの略称である。各学年に一室あり、合唱練習や委員会集会などに使われる。
体育館
校舎東側に位置する。舞台が南側に設置されており、朝会や儀式はここで行われる。壁には卒業生が残した絵画が貼られており、特に正面には校歌をイメージしたタイルアートが飾ってある。
入間東金子地区体育館
埼玉入間市小谷田371に位置する、入間市のスポーツ複合施設である。体育館とテニスコートを有し、予約をすれば誰でも利用できる。

### 敷地内の施設
- 校舎
- 体育館
- 校庭
- 25 mプール
- 朝礼台
- 基本遊具
- 体育倉庫
- 部活動用室
- 校歌碑
- 畑

校歌碑
昭和六十一年十一月吉日建立
東金子小学校PTA
東金子中学校第二代校長 小嶋 登謹

## 部活動
ここでは、2018年度現在の部活動について示した。

### 運動部
- 男子ソフトテニス部
- 女子ソフトテニス部
- サッカー部
- 男子バスケットボール部
- 女子バスケットボール部
- ソフトボール部
- 剣道部
- 陸上部

### 文化部
- 美術部
- 吹奏楽部
- 総合文化部

### 廃部
- 野球部
- 家庭科部
- 卓球部

## 学校行事
ここでは2023年度に予定されている主な学校行事を示した。
- 1学期
  - 入学式
  - 始業式
  - 生徒会オリエンテーション
  - 校外学習（1、2年）
  - 博物館学習（1年）
  - 生徒総会
  - 修学旅行（3年）

- 2学期
  - 始業式
  - 合唱コンクール
  - 体育祭
  - 生徒会役員選挙

- 3学期
  - 立志式（2年）
  - 新入生1日入学
  - 青空学級校外学習
  - 3年生を送る会
  - 卒業式
  - 修了式

## 通学区域
以下の小学校の通学区域。
- 入間市立東金子小学校の一部
- 入間市立新久小学校

## 交通
最寄りの鉄道駅は西武池袋線の入間市駅であり、直線距離にして約2.88 kmである。
最寄りのバス停は西武バスの桂橋バス停であり、直線距離にして約0.38 kmである。